# فرانسيسكو فونتي
فرانسيسكو فونتي (بالإيطالية: Francesco Fonte)‏ هو لاعب كرة قدم إيطالي في مركز الوسط، ولد في 8 أكتوبر 1965 في روما في إيطاليا. لعب مع نادي أفيلينو ونادي باري ونادي بينيفينتو ونادي فوجيا ونادي لاتسيو.